# Podčerje
Podčerje (rusky Подчерье) je řeka v Komiské republice v Rusku. Je dlouhá 178 km. Povodí řeky je 2710 km².

## Průběh toku
Pramení na západním svahu Severního Uralu. Ústí zprava do Pečory.

## Vodní režim
Zdrojem vody jsou sněhové a dešťové srážky. Zamrzá na začátku listopadu a rozmrzá v květnu.